# Xã Moulton, Quận Murray, Minnesota
Xã Moulton (tiếng Anh: Moulton Township) là một xã thuộc quận Murray, tiểu bang Minnesota, Hoa Kỳ. Năm 2010, dân số của xã này là 206 người.